# Landmaschinenbau Torgau
Der Landmaschinenbau Torgau war ein Unternehmen, das Maschinen für die Arbeit im landwirtschaftlichen Bereich herstellte. Es entstand 1878 und hatte seine Blütezeit in den Zeiten der DDR. Es besteht heute in Teilen unter dem Namen Lamator GmbH weiter.

## Geschichte
Ursprung des Betriebes war die 1878 in Luckenwalde gegründete Firma Wilhelm Stoll, die 1906 ihren Standort nach Torgau verlegte. Neben Grubbern, Heuwerbungsmaschinen und Kartoffelrodern hatte sich das Unternehmen vor allem mit Hack- und Pflegegeräten einen Namen gemacht. Nach vollständiger Demontage im Jahre 1945 begannen die Eigentümer 1946 wieder mit dem traditionellen Landmaschinenprogramm, verlegten jedoch im gleichen Jahr ihre Aktivitäten nach Lengede-Broistedt und gründeten dort ihr Unternehmen neu. Das Torgauer Unternehmen kam in Treuhandverwaltung, wurde 1952 in einen Volkseigenen Betrieb umgewandelt und Bestandteil der VVB Land-, Bau- und Holzbearbeitungsmaschinen.
Im Rahmen der Hauptverwaltung Landmaschinenbau (ab 1953) bzw. der VVB Landmaschinen- und Traktorenbau (ab 1956) entwickelte sich der VEB Landmaschinenbau Torgau (Markenname LAMATOR) bis Mitte der 1960er Jahre auf etwa 1000 Beschäftigte. 1970 wurde er Bestandteil des Weimar-Kombinates und 1978 ein Betrieb des Kombinates Fortschritt Landmaschinen. In Verbindung mit der Zuordnung von einigen Kleinbetrieben in der Region war zu diesem Zeitpunkt die Anzahl der Beschäftigten auf etwa 1350 gewachsen.
Ende der 1980er Jahre machte das Unternehmen mit seinen etwa 1500 Beschäftigten einen Umsatz von etwa 250 Mio. DDR-Mark. Das Hauptwerk in Torgau hatte etwa 1000 Beschäftigte. Dazu kamen die Betriebsteile in Radis und Mehderitzsch sowie im Strafvollzug Torgau.
1990 kam der Betrieb in Treuhandverwaltung. Vor der Liquidation konnte nur ein sehr kleiner Teil bewahrt werden. Das ist die Firma Lamator GmbH, die vor allem auf dem Gebiet Bodenbearbeitungswerkzeuge tätig ist und damit eines der traditionellen Erzeugnisprogramme auf dem Standort Torgau weiterführt.

## Erzeugnisse
Grundlage für die Produktion in den Nachkriegsjahren waren zunächst die Stoll-Erzeugnisse für Gespannzug mit den Hack- und Pflegemaschinen der „Landpfleger-Baureihe“, den Grubbern, Walzen, Heuwerbemaschinen und Kartoffelrodern.
Die Neuentwicklungen der 1950er Jahre orientierten vor allem auf Maschinen für Traktorzug, wobei die Spezialausführungen für die Geräteträger des Traktorenwerkes Schönebeck einen Schwerpunkt bildeten. Haupterzeugnisse waren:
- Anbau-Vielfachgerät P 320 und Anabau-Maishackgerät P 153 zum Geräteträger RS09
- Anbau-Rübenausdünngerät P 921 und Anbau-Rotationshacke P 108 zum Geräteträger RS09
- Anbau-Vielfachgerät P 316 und Anhänge-Vielfachgerät P 163
- Traktor-Kultivator B 806 und B 812

Bereits in den 1960er Jahren hatte der Landmaschinenbau Torgau die Produktion einiger Erzeugnisse der Bodenbearbeitungs- und Rübenerntetechnik vom Bodenbearbeitungsgerätewerk Leipzig übernommen. Ab Ende der 1960er Jahre wurden die Mähdrescherschneidwerke für das Kombinat Fortschritt in Torgau produziert. Dazu kam die Weiterentwicklung der Pflegegeräte mit den Haupterzeugnissen:
- Baureihe Zwischenachs-Anbau-Vielfachgerät P 420 bis P 425 für den Geräteträger RS09
- Baureihe Heckanbau-Vielfachgerät P 430 bis P 435
- Anbau-Vielfachgerät P 440

Anfang der 1970er Jahre war der Landmaschinenbau Torgau an den Entwicklungsarbeiten auf dem Gebiet der selbstfahrenden Rübenerntetechnik beteiligt, die schließlich in dem Gemeinschaftsprojekt „Rübenrodelader KS 6“ mit der UdSSR mündeten. Von 1973 bis 1990 wurden für die Finalproduktion des KS 6 in der Ukraine die Baugruppen des Quer- und Übergabeförderers aus Torgau mit etwa 55.000 Sätzen geliefert. Ein zweiter Schwerpunkt war die stark erweiterte Produktion der Mähdrescherschneidwerke, zu denen später auch die Getreideschneidwerke für den selbstfahrenden Schwadmäher des Kombinates Fortschritt kamen.
In den 1980er Jahren hatten die vorwiegend für den Export produzierten Werkzeuge für Bodenbearbeitungsgeräte einen erhöhten Stellenwert. Als Konsumgut war auch der ab Mitte der 1970er Jahre produzierte PKW-Anhänger eine wichtige Position.